# Olbia Galijska
Olbia Galijska – kolonia Massalii na północno-zachodnim wybrzeżu Morza Śródziemnego.